# Borneojapetus
Borneojapetus is een geslacht van hooiwagens uit de familie Podoctidae. De wetenschappelijke naam van het geslacht werd in 1949 door Carl Friedrich Roewer gepubliceerd als Japetus. Die naam was echter in 1883 al gebruikt door William Lucas Distant voor een geslacht van wantsen uit de familie Largidae, en dus niet meer beschikbaar. In januari 2006 publiceerde Hüseyin Özdikmen daarop het nomen novum Borneojapetus voor het geslacht van hooiwagens.

## Soorten
Borneojapetus is monotypisch en omvat slechts de volgende soort:
- Borneojapetus longipes